# مارينا باستوس
مارينا باستوس (بالبرتغالية: Marina Bastos‏) هي عداءة المسافات الطويلة برتغالية، ولدت في 7 يوليو 1971 في Branca, Albergaria-a-Velha ‏ في البرتغال.

## وصلات خارجية
- مارينا باستوس على موقع الاتحاد الدولي لألعاب القوى (الإنجليزية)
- مارينا باستوس على موقع الاتحاد الأوروبي لألعاب القوى (الإنجليزية)
- مارينا باستوس على موقع رابطة إحصائيات سباق الطريق (الإنجليزية)